# Tentschach
Tentschach (slow. Šteniče) ist der nördlichste, ländlich geprägte Teil der Kärntner Landeshauptstadt Klagenfurt am Wörthersee und zugleich der Name einer Katastralgemeinde mit der Kennzahl 72183 sowie der Name einer früheren Grundherrschaft. Im Zentrum des Gebiets nördlich von Wölfnitz (slow. Golovica pri Celovcu) bzw. dem Gut Pitzelstätten liegt das Schloss Tentschach.

## Geographie

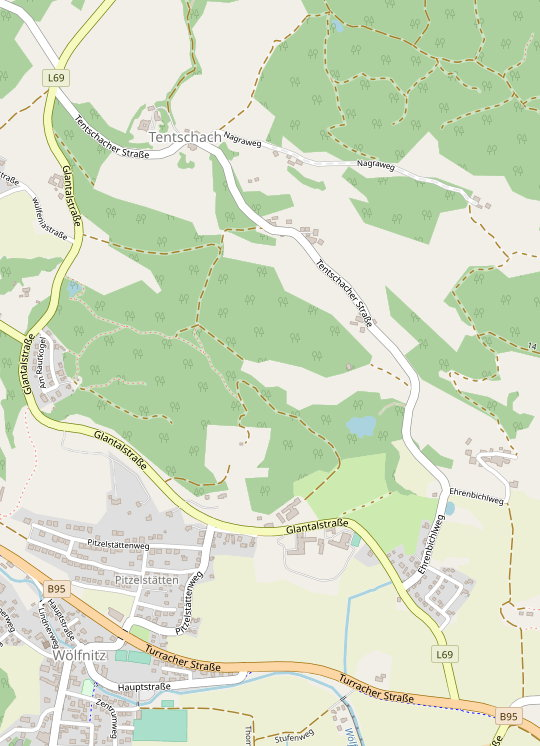
Tentschach im Norden von Klagenfurt

Das ländlich geprägte Gebiet mit Feldern, Wiesen und Wald in hügeliger Landschaft mit wenigen Streusiedlungen liegt im Norden von Wölfnitz (slow. Golovica pri Celovcu), dem 14. Bezirk der der Gemeinde Klagenfurt (Kennzahl 20101). Die Nachbarkatastralgemeinden sind im Nordosten St. Peter bei Tentschach (72174), im Osten Nagra (72146), im Süden Großponfeld (72116), im Westen Großbuch (72114) und Kleinbuch (72128) im Nordwesten.

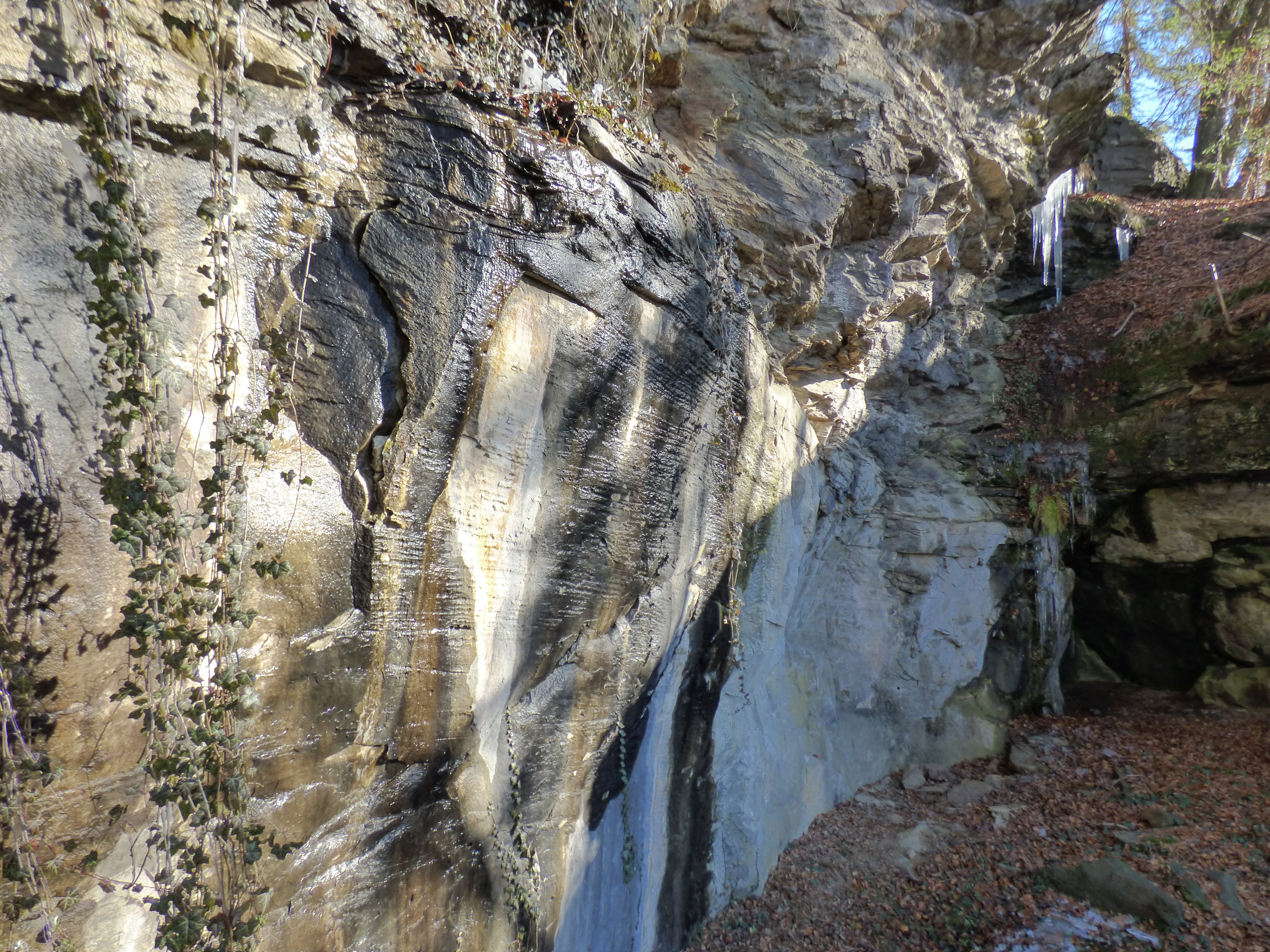
Römersteinbruch Tentschach

Tentschach liegt auf einer Seehöhe von ca. 500 m (Ortsrand Pitzelstätten) bis 650 m. Die höher werdenden Berge wie der Tentschacher Berg (710 m) und der weiter hinten liegende Ulrichsberg (1022 m) gehören nicht mehr zur Katastralgemeinde. Die Glantalstraße begrenzt das Gebiet teilweise im Westen. Der historische Kern der Katastralgemeinde ist die Herrschaft Tentschach. Bei der Versteigerung des zum Paul Freiherr von Kaiserstein'schen Fideicommiß gehörenden Gutsbesitz 1886 ist von einem großteils arrondierten Besitz von 320 Joch (182 ha) mit 113 Joch (65 ha) Hochwald und eigener Jagdbarkeit die Rede. Der Tentschacher Herrschaft war im Frühmittelalter vermutlich deutlich größer. Der Sage nach gab es zwischen Lindwurm und dem „Rosenberg'schen Palast“, dem heutigen Rathaus, eine Steinplatte im Boden des Neuen Platzes, die die „Gränze der früheren Tentschacher Wildbahn“, also das Jagdrevier markierte.
Selbst im 16. Jahrhundert gab es in der Gegend noch Wolfsgruben.

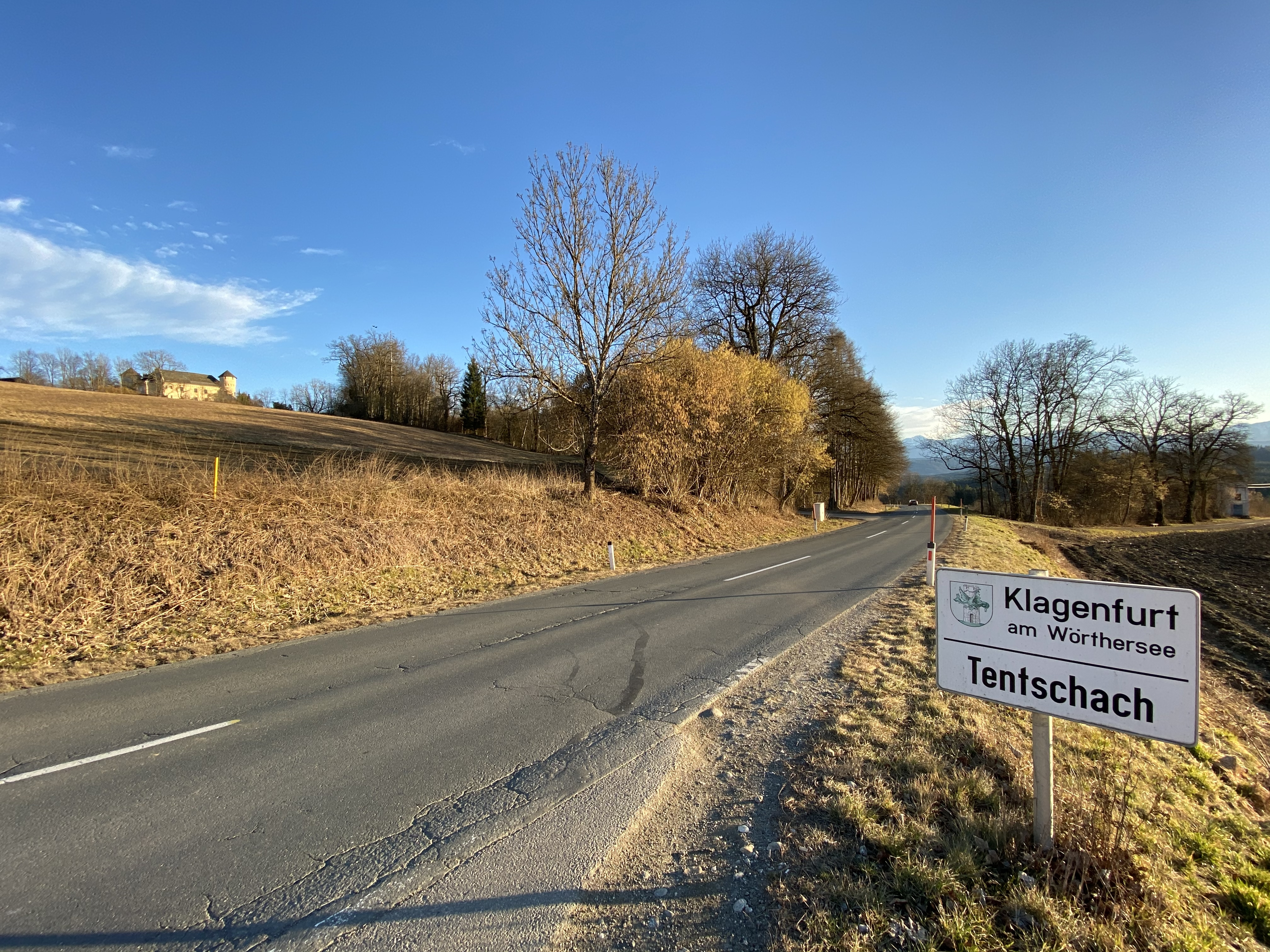
Tentschach / Glantalerstraße

Der Ort ist erreichbar über den Süd Autobahnknoten Klagenfurt-Nord, von dem aus man nach ca. 1,5 km auf der Turracher Straße B95 in die Glantalstraße L69 Richtung Liebenfels abbiegt. Eine andere Zufahrtsmöglichkeit ist der bei Schloss Ehrenbichl vorbeiführende Ehrenbichlweg, der in die (alte) Tentschacher Straße übergeht, die zum Tentschacher Schloss führt und danach wieder auf die Glantalstraße kommt. Laut Kärntner Straßengesetz verläuft die Tentschacher Straße (L69) von der B95 östlich von Wölfnitz über Tentschach zur Ossiacher Straße (B94) in Liebenfels.

## Geschichte

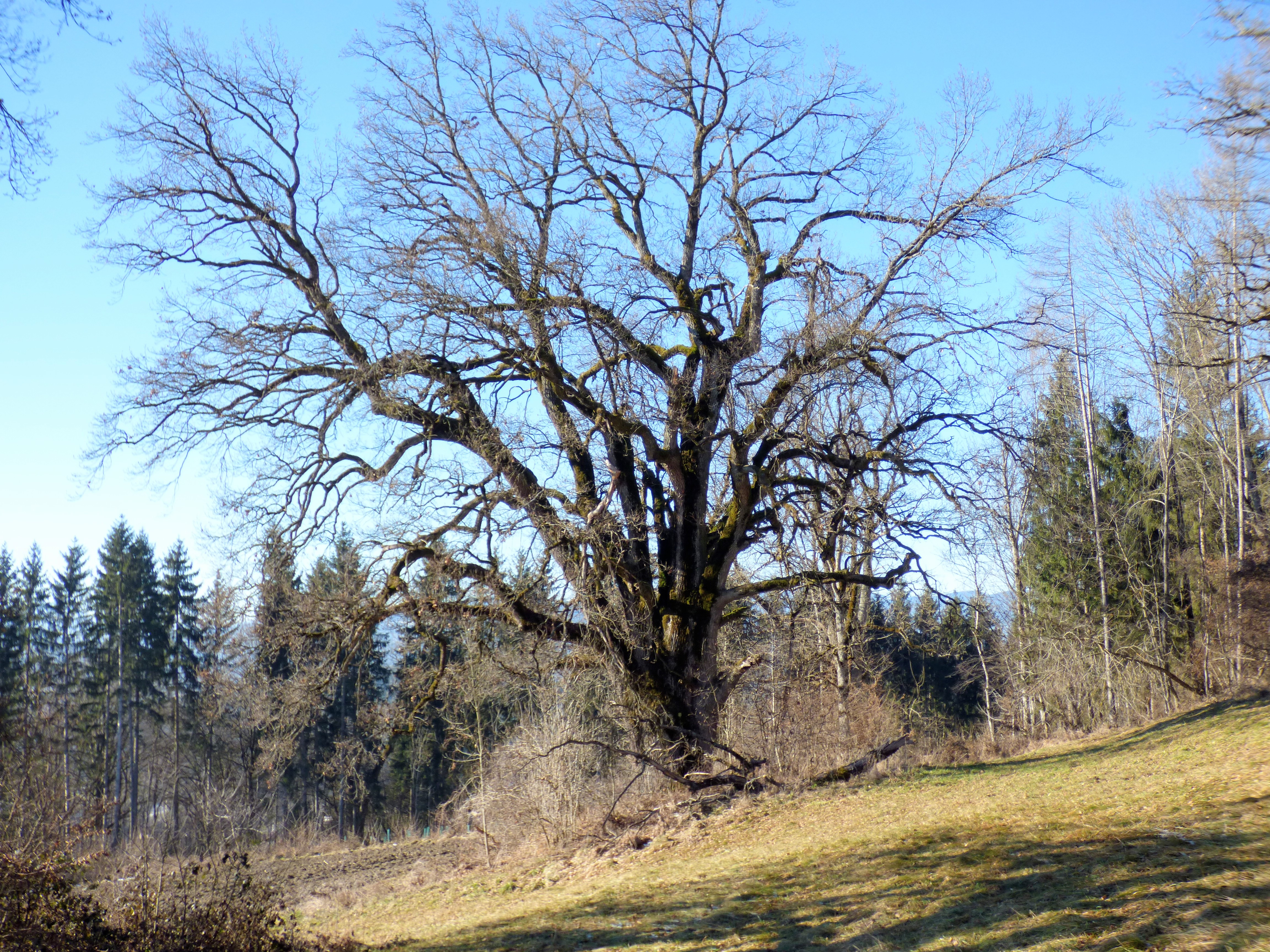
Eine der unter Naturschutz stehenden Stieleichen

### Frühzeit
Es gibt Bodenfunde aus der vorrömischen Eisenzeit (Osthallstattkreis) im Unterkärntner Raum.
Ab ca. 200 v. Chr. gehörte die Gegend zum Stammesgebiet der Ambidravi, der „Beiderseits der Drau Wohnenden“, eine römische Bezeichnung für die hier siedelnde norische Bevölkerung.

### Römerzeit
Spuren aus römischer Zeit sind in Umland vom Tentschach vielfach zu finden. Das markanteste Bodendenkmal von Tentschach ist ein alter Römersteinbruch in der Nähe des Bauern Heidacher. Er war in Hinblick auf seine Entfernung zur Römerstadt Virunum (rund 20 km) der nächstliegende Marmor-Steinbruch. Tiffen, Sattendorf, Treffen oder Gummern sind viel weiter entfernt.
Im Podiumtempel  in der Stadt auf dem Magdalensberg sind Blöcke aus gelbem Marmor aus Tentschach verbaut. Die weißen Blöcke dort stammen aus Gummern. Die untere Stufe des Tentschacher Marmorsteinbruchs wurde noch um 1905 für den Bau der Karawankenbahn ausgebeutet. Die Datierung des Steinbruchs war durch eine römische Felsinschrift und römische Steinbrecherwerkzeuge aus Eisen möglich.
Eine frühest bekannte Besitzerfamilie könnten die Bottier gewesen sein, eine Familie, von der es Grabsteine in der Außenwand der Kirche von Großbuch bzw. von Schloss Tentschach gibt. 1880 fand man im  Römersteinbruch unter den Wurzeln eines Baumes einen Topf mit über hundert Silber- und Goldmünzen aus der Zeit von Vespasian bis Marcus Antonius, der zum Teil vom Kärntner Geschichtsverein erworben werden konnte. Der größere Teil ging in Privatbesitz über und ist verschollen.
1948 fand man an der Nordseite des Schlosses eine steinerne Badewanne, die sich nicht genauer datieren ließ. Weiteres wurde im Gemüsegarten des Schlosses um 1950 ein antikes Steingefäß gefunden, dass als Mörser gedient haben könnte. Am Südhang des Schlosses, auf der Flur Zu den zwölf Apostel etwa 60 m unterhalb der Terrasse, auf der sich das Schloss befindet, gibt es zwei Steinbänke, zusammengestellt vermutlich aus den Resten eines antiken Bauwerks.

### Karantanien

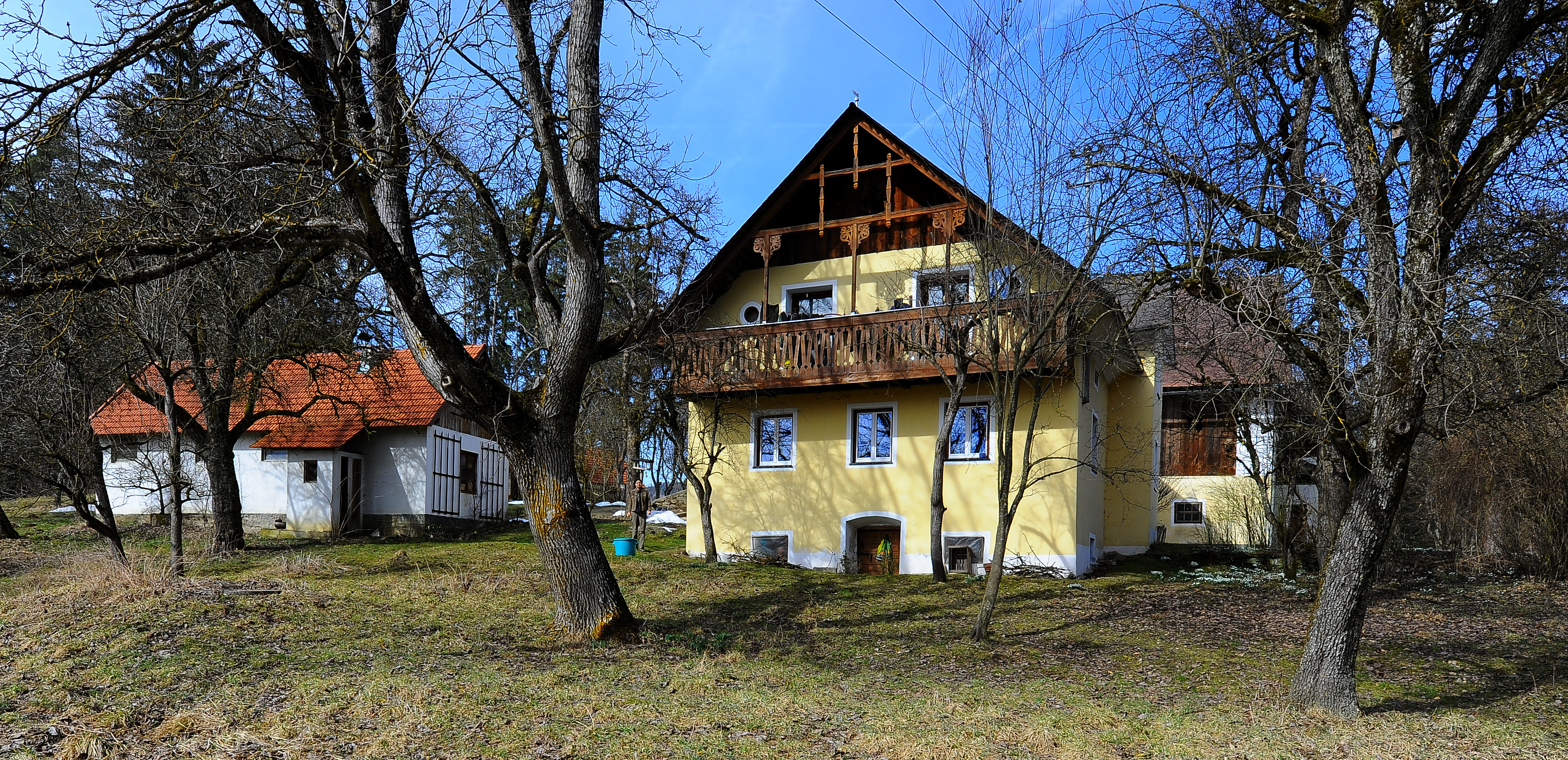
Bauernhof in Tentschach

In der Spätantike und der Völkerwanderungszeit haben sich die Siedlungsgebiete wieder verkleinert und sind verwildert. Für die Karantanenzeit nimmt man an, dass im Altsiedelland nur die Gunstlagen besiedelt waren, wozu die Gegend um Tentschach zweifellos gehört. Das im 7. Jahrhundert entstandene slawisch (windische) Fürstentum Karantanien kam um 740 unter die bairisch-fränkische Herrschaft und wurde Teil des Heiligen Deutschen Reiches. Nach einigen Aufständen der Karantaner gegen die Baiern erhöhte sich ab ca. 800 „der deutsche Einfluss stärker und es begann die Umformung der Verhältnisse im deutschen Sinn.“ Tentschach wird slowenisch Šteniče genannt. 1236 heißt der Ort Stenzach, 1284 Tentsach, was so viel wie „Dorf an der stena, an der Felswand“ – gemeint ist wohl der Römersteinbruch – bedeutet. Nach Kranzmayer kam der Ortsname etwa um 1050 ins Deutsche, zu einer Zeit, als man noch die althochdeutsche Erstbetonung statt fremder Endbetonung eingesetzt, aber schon den neuen (t)sch-Laut gekannt hat.
Während die adeligen Grundherren ab dem 13. Jahrhundert weitgehend deutschsprachige Namen haben, hat sich bei den Untertanen die Verwendung der slowenische Sprache bis in das 20. Jahrhundert erhalten. Bei der „statistisch-topographischen Beschreibung der Provinz Kärnten“ von 1844 war die „windischen“, also slowenische Sprache unter anderem im Bereich Tentschach, Seltenheim, Mageregg oder Moosburg und Maria Saal vorherrschenden.

### Besitzer der Herrschaft ab dem 13. Jahrhundert

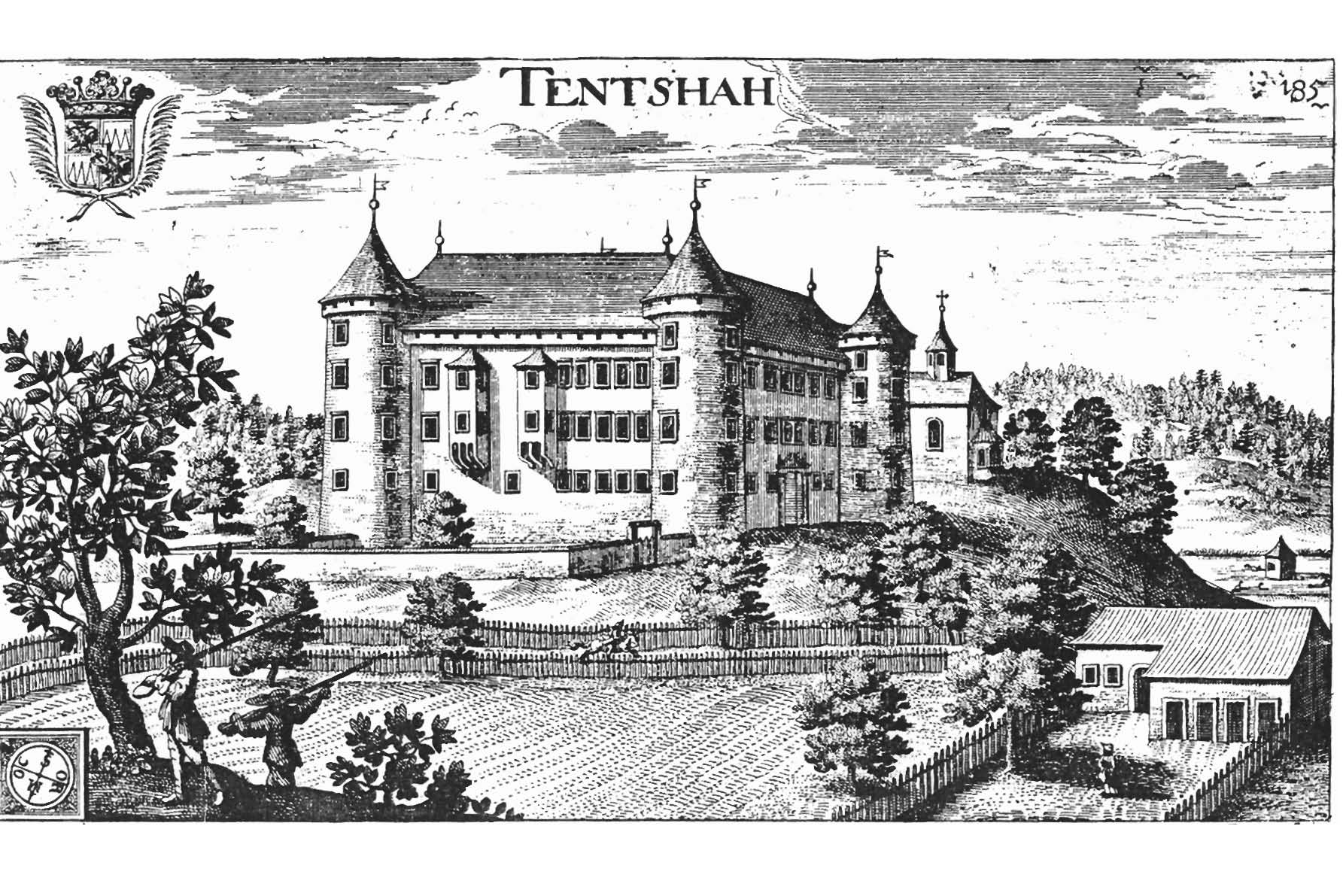
Schloss Tentschach im Jahre 1680

Grundherrn aus der Karantanischen Zeit sind keine namentlich bekannt. Das Geschlecht derer von Tentschach wird zwischen 1248 und 1415 erwähnt. Zwei Mitgliedern des Gurker Domkapitels Fridericus Tentsch oder Tentschacher und Johann Tentschacher gehörten vermutlich zur Familie. Von 1351 gibt es einen Stiftsbrief von Karath und Ernholdt von Tentschach für eine tägliche Heilige Messe daselbst. 1356 wird ein Engelein von Tentschach als Schuldner der Juden Mosche und Chatschim genannt. Ebenfalls im 14. Jh. kennt man einen Fritzlein Gressinch von Karnburg, ein Bruder Wegants von Tentschach, auch er einmal von Karnpurgk genannt. Es scheint überhaupt eine nähere Beziehung zwischen Tentschach und der Karnburg bestanden zu haben, denn noch zur Zeit der Theresianischen Rektifikation gab es eine Tentschacher Stiftung an der dortigen St. Peterskirche. Das Schloss Tentschach wurde im 16. Jahrhundert anstelle einer Burg aus dem 13. Jahrhundert errichtet auf dem vermutlich sehr alten Siedlungsplatz in strategisch guter Lage auf dem Hügel errichtet. Laut Hieronymus Megiser gehörte das Schloss dann den Gressing, den Rubenbergern, den Gera und den Pibriachern. Der letzte Tentschacher Gressing, der Ritter Weygand, dessen Stammburg in Ponfeld im Umfeld es heutigen Größinghofs stand, ist 1326 erwähnt.

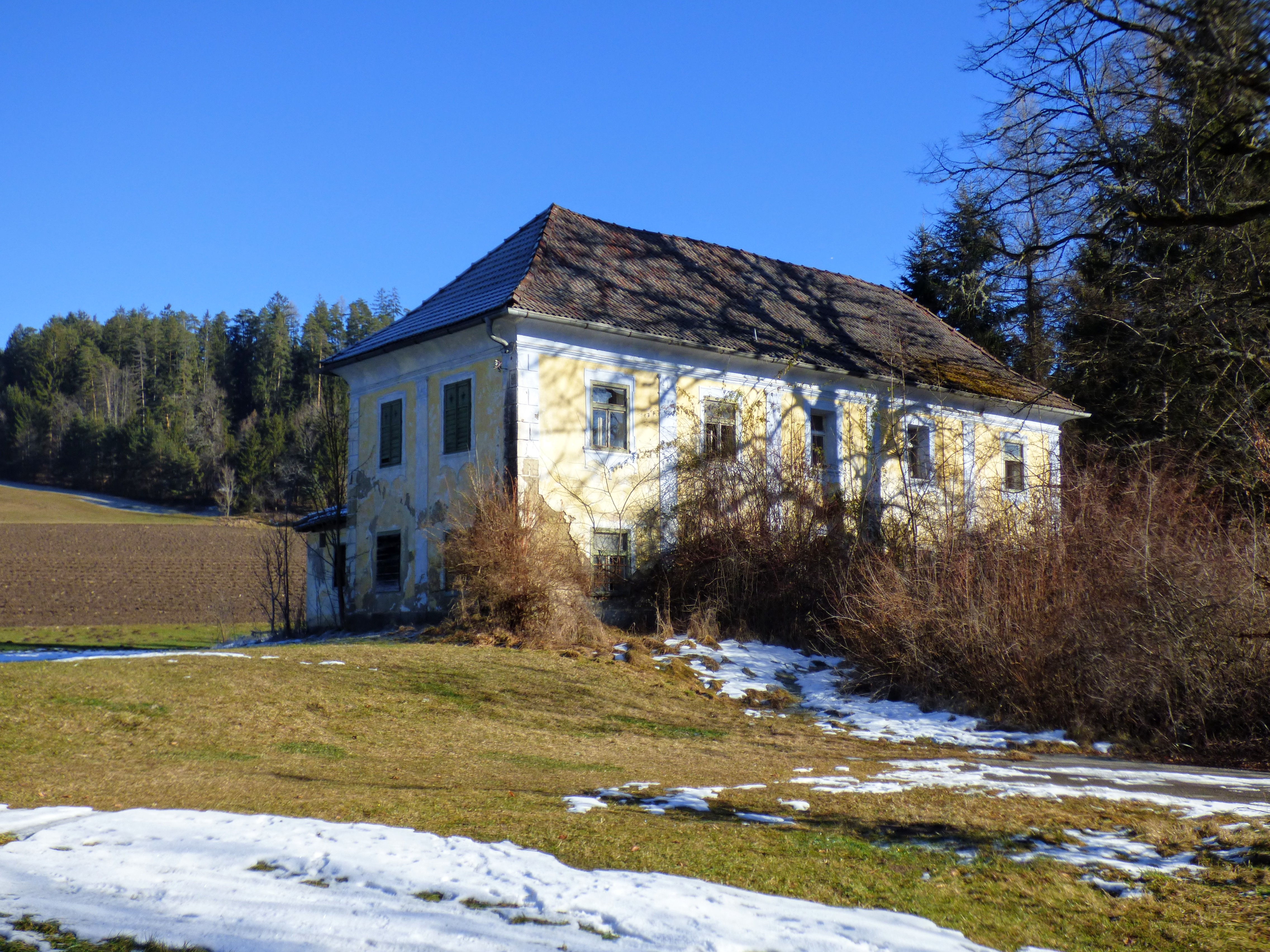
Verfallendes Haus bei den Wirtschaftsgebäuden

Um 1480 gelangte die Herrschaft in den Besitz der Wullross aus der Inneren Wimitz. 1506 war Moriz Rumpf Herr von Tentschach. 1515 folgte Wilhelm Rumpf vom Wullroß, der erste ständische Burggraf von Klagenfurt. Er machte Karriere als Truchsess am Hofe von Kaiser Ferdinand I. Sein Sohn Wolf(gang) Siegmund Rumpf vom Wullroß (1536–1606) wurde dann Obersthofkämmerer und Obersthofmeister und damit einer der mächtigsten Männer am Hof von Kaiser Rudolf II. Ein Original-Urbarium  der Herrschaft von Moriz Rumpf aus dem Jahre 1569 ist erhalten 1533 wurden etliche Tentschacher Untertanen an Albert von Mosheimb bzw. 1607 an Adam Zuckhmantel verkauft. Durch das Erlöschen der Wullroß kam die Herrschaft an die Familie Pibriach zu Biberstein aus Himmelberg. Diese ließ die Burg circa 1570 schlossartig ausbauen und verkaufte 1582 an Hans Pruggmayer, eine Familie, die zu den Kärntner Altlandständen gehörte. Hans Pruggmayer der Ältere war über seine Ehe mit Gertrud Rumpf mit der Familie Neumann von Wasserleonburg verbunden. Ab 1686 besaß Georg Friedrich Pruggmayer zu Tentschach das Gut, nachdem es um das Erbe von Sigmund Pruggmayer mit dem Stift Viktring einen Rechtsstreit gegeben hatte. Von den Pruggmayer gelangte die Herrschaft 1689 an Graf Attems.

#### Familie Kaiserstein

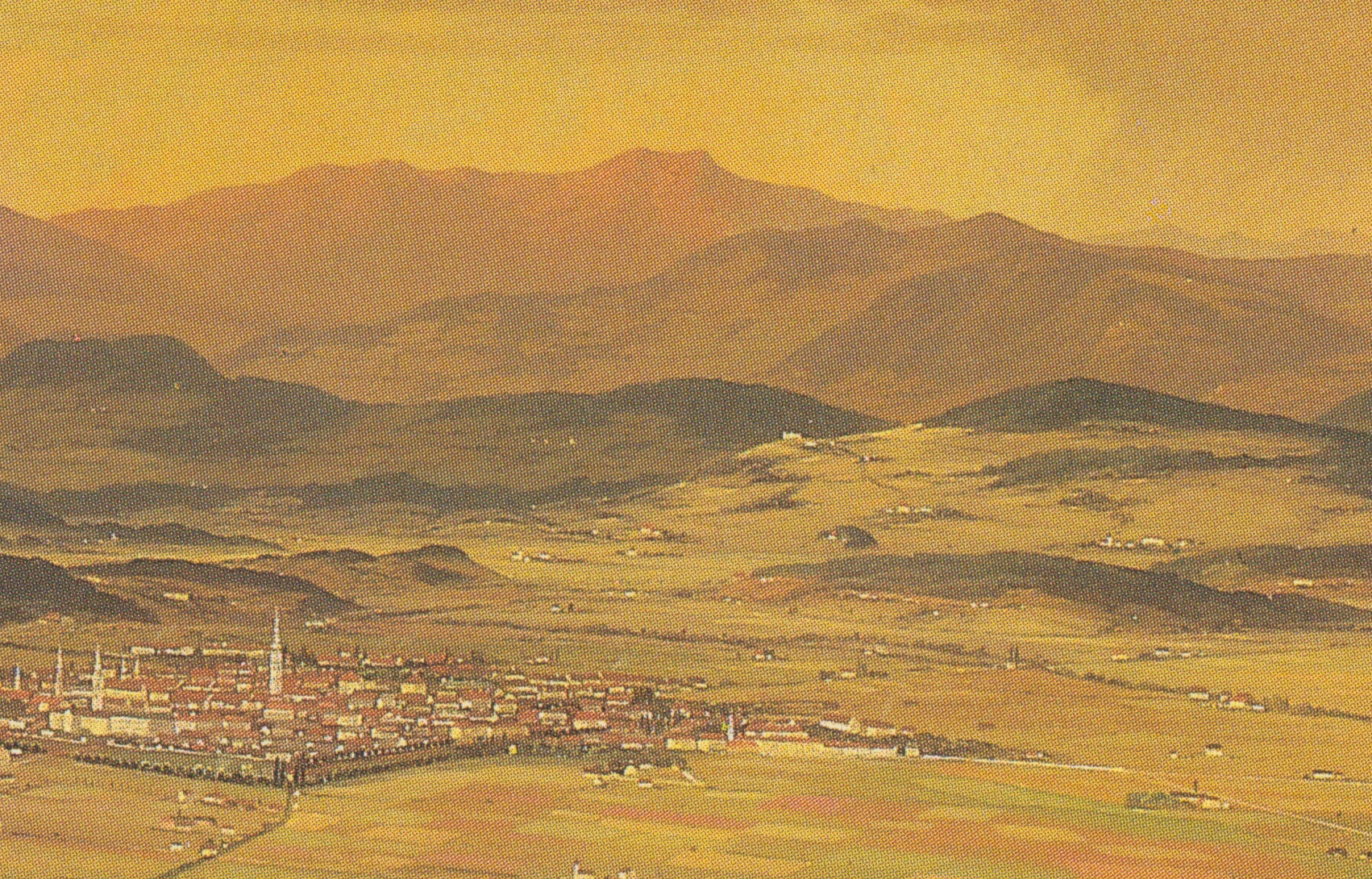
Markus Pernhart um 1860, Schloss Tentschach weithin sichtbar

Von 1693 gibt es ein Urbarium des Landesverwesers Johann Wilhelm Graf Attems. Wenige Monate später am 17. Dezember 1693 ging das Gut an Karl Ludwig Klies, dem Propst von Tainach, der das Gut wiederum an Clemens Ferdinand Freiherr von Kaiserstein weitergab. Allerdings ist unter den Titeln des Grafen Attems 1705 noch immer „Herr auf Tentschach“ angeführt. Tentschach war in der Familienstiftung der Kayserstein ein Gut unter vielen. 1699 hatte Clemens auch die Herrschaft Aichelberg bei Wernberg gekauft und war Herr zu Steierberg und am Gut Kleinreideben (Roggenhof) im Lavanttal. Daneben gab es weitere Güter in der Steiermark, die Ämter Metnitz und St. Leonhard, ein Haus in Klagenfurt sowie ein Freihaus in Wien. Um 1725 scheint Tentschach wieder zum Verkauf gestanden sein, da der Viktringer Abt beim Kaiser um Erlaubnis für die auf 31.000 Gulden geschätzte Herrschaft ansuchte und auch erhielt. 1733 kamen die Güter Tentschach und Kleinreideben im Erbweg an die Innersteiner Linie der Kaiserstein. 1758 wurde das etwa gleich große Gut Kleinreideben von Tentschach getrennt. Valide Flächenangaben gab es in der Zeit vor der Franziszeische Landesaufnahme (in Kärnten 1826 bis 1829) nicht. Als eine Art Einheitswert diente die Begütung als Besteuerungsgrundlage an das Land, die für den Roggenhof 72 Pfund, 7 Schilling und 21 Pfennige betrug. Die Beansagung für andere Steuern lautete auf 30 Huben und 6½ Zulehen. Um 1801 waren im Besitze der Kärntner Kaiserstein die Herrschaften Tentschach, Kleinreideben, Steuerberg und ihr Wiener Freihaus wieder vereint. Das Kaiserstein'sche Fideicommisshaus, ein „gewaltiges, rießenhaftes Gebäude“ in der Wiener Bräunerstraße Ecke Dorotheergasse galt als sehr einträgliche Geldquelle. Das Schloss Tentschach wurde um diese Zeit nur als Zweitwohnsitz im Sommer benutzt, denn man lebte bevorzugt auf Schloss Krastowitz. Der letzte männliche Tentschacher Kaiserstein war Johann Nepomuk (1800–1848). Er hat nach dem Tod von Johann 1827 die Verwaltung des verschuldeten Fideikommisses übernommen. Er verkaufte Kleinreideben und war der einzige, der ganzjährig in Tentschach wohnte und das Schloss nicht nur als Sommersitz nutzte. Die Befreiung der Bauern von der Erbuntertänigkeit, das Ende der „Herrschaft“, erlebte er nicht mehr.

#### Familie Göschen

Exlibris von Oskar Göschen

Die Schwester des kinderlosen Johann, Philippine (1789–1855), war nicht seine unmittelbare Erbin. Sie war in zweiter Ehe mit Joachim Göschen (1791–1855) aus Leipzig verheiratet, dessen Stammhaus einst im Schweizer Göschenen lag. Ihr Sohn war der Heraldiker Oskar Göschen (1824–1900). Tentschach fiel 1848 zurück an die Wiener Linie der Kaiserstein mit dem damaligen Familienoberhaupt Franz Joseph III. (1792–1873). Dieser lebte in jungen Jahren auf seinem Schloss Hexenagger in Bayern, das er 1830 verkaufte und dafür ein Gut in Sooß (Niederösterreich) erwarb. Daneben war er Besitzer der Herrschaft Starkstadt im Königgrätzer Kreis. Er war mit Marie Leopoldine von Bartenstein verheiratet, die die Herrschaft Raabs an der Thaya in Niederösterreich in die Familie mitbrachte. Die Familie lebte im Sommer auf Tentschach im Winter auf Raabs. Franz starb als Kammerherr und im Rang eines Rittmeisters. Sein Sohn Karl (1824–1902) war als Feldmarschallleutnant in Olmütz eher am nördlichen Besitz orientiert. Um 1876 suchte man einen Mieter für Schloss Tentschach. Auch relativ große landwirtschaftliche Flächen standen zu dieser Zeit zur Pacht. Um 1886 wurde dann mehrfach versucht, das Gut freiwillig gerichtlich zu versteigern. Augenscheinlich einigte man sich dann doch auf eine Weitergabe in der Familie. Im letzten Jahrzehnt des 19. Jahrhunderts war Major Oskar von Göschen Besitzer des Gutes Tentschach. Er starb 1900 und ist in Krastowitz begraben. Der Erbe von Oskar war Sir Eduard Göschen, um 1906 englischer Botschafter am Wiener Hof. Um diese Zeit war der englische König Eduard VII. in zwei Sommern für einige Tage in Kärnten auf Besuch. Kleinere Umbauten am Schloss gab es immer wieder. Sir Goschen hat ein altes zum Gute gehörende Gebäude in eine Badeanstalt mit einer neuen Wasserleitungsanlage umbauen lassen.
Im Zuge des 1. Weltkriegs wurde Tentschach beschlagnahmt. Es wurde als Besitz des gewesenen britischen Botschafters in Berlin, Lord Goschen, als Feindbesitz eingestuft. Am Südhang des Schlosses wurde eine große Liegehalle erbaut, „in der die Kranken der Sonnenbestrahlung voll ausgesetzt werden“ konnten. In der Lungenheilstätte des Roten Kreuzes war Platz für rund 80 lungenkranke Soldaten mit Tuberkulose. Nach dem Ersten Weltkrieg erhielt die Familie Goschen Tentschach zurück. Es wurde in die zweite Hälfte des 20. Jahrhunderts verkauft.
Einer der letzten Besitzer von Tentschach war der 2012 verstorbene aus Laibach stammende Kärntner Künstler Carlo Kos. Neben seiner Tätigkeit als Maler war er Sammler und Restaurateur der Schlösser Ehrenhausen, Drasing sowie von Tentschach.

### Frühere Verwaltungseinheit Ortsgericht Tentschach
Das Ortsgericht Tentschach oder Tentschach Seltenheim, auch als Burgfried Tentschach oder Bezirksobrigkeit Tentschach bezeichnet, war bis zum Ende der Leibeigenschaft 1849 eine Grundherrschaft mit niederer Gerichtsbarkeit, also eine Vogtherrschaft. Die hohe Gerichtsbarkeit für die Gegend oblag dem Landgericht mit Hochgericht und Richtstätte, im 16. Jahrhundert war das Glanegg. Verurteilte Personen, die als „malefizig“ befunden wurden, mussten von den kleinen Gerichten wie Tentschach oder Seltenheim zum Glanegger Schlosstor gebracht und dem dortigen Gericht übergeben werden. Im Feudalsystem waren Justiz und Verwaltung nicht getrennt. Eine der häufigsten Aufgaben dieses wie anderer Herrschaftsgerichte war die Optimierung der Einnahmen für den Grundherrn. Das Pachtrecht für landwirtschaftliche Flächen wurde für relativ kurze Zeiträume, meist 5 Jahre, an den Meistbietenden vergeben. Auch Streitereien über die Höhe des Frondiensts oder Zwangsversteigerungen wurden hier verhandelt. Ab den 1770er Jahren kam es zur Gründung von Bezirksbehörden, zuerst nur mit wenigen staatlichen Aufgaben wie das Rekrutierungswesen. Tentschach wurde eine Bezirksobrigkeit. Mit der Abschaffung der Grundherrschaft 1848 in Österreich entstand eine neue Bezirksorganisation. Tentschach war mit anderen benachbarten Katastralgemeinden Teil des Klagenfurter Konskriptionsbezirk XIV „Wölfnitz“. Das Gericht der Domäne Tentschach / Stenice ressortierte nun zum Landgericht Klagenfurt. Aus dem vormaligen politischen Bezirk Tentschach kamen die Katastralgemeinden Tentschach, Kleinbuch, Nagra und St. Peter zum Bezirk Klagenfurt.
Im Zuge der theresianisch-josefinischen Schulreform wurde der Burgfried Tentschach kein Schulstandort, da sich der dortige Pfleger weigerte, eine Schule unterzubringen. Durch die Schule in Zweikirchen ergab sich für die Kinder aus Buch und Rohnsdorf ein zumutbarer Schulweg.